# Mallotus aureopunctatus
Mallotus aureopunctatus là một loài thực vật có hoa trong họ Đại kích. Loài này được (Dalzell) Müll.Arg. mô tả khoa học đầu tiên năm 1866.